# Amongst the Catacombs of Nephren-Ka
Amongst the Catacombs of Nephren-Ka — дебютный альбом американской дэт-метал-группы Nile, выпущенный 28 апреля 1998 года лейблом Relapse Records.

## Об альбоме
Название альбома — это отсылка на рассказ Говарда Филлипса Лавкрафта «Изгой». Эта фраза присутствует в песне «Beneath Eternal Oceans of Sand», которая, в свою очередь, пересказывает вышеупомянутую историю. В Мифах Ктулху Nephren-Ka был египетским фараоном, отвратительное культовое вероисповедание которого входило в так называемый «неразглашённый культ», вследствие чего он был проклят и не попал в египетские записи. На катакомбы, где он похоронен, есть ссылка в нескольких историях Лавкрафта и во множестве других произведений его последователей. Песня «Ramses Bringer of War» в значительной степени вдохновлена вступлением к симфонической сюите Густава Теодора Холста «Планеты». В песне «Kudurru Maqlu» использован фрагмент из фильма «Изгоняющий дьявола 2». Слово «Assyriche» в названии песни «Die Rache Krieg Lied der Assyriche» написано с ошибкой. Правильное написание — «Assyrische». Если использовать правильное написание, то оно будет означать «песня мстительной войны ассирийцев», на немецком — «Das Rache-Kriegslied der Assyrer».
Этот альбом был прорывом для звукозаписывающей компании Relapse Records. Песни в этом альбоме значительно короче, чем в последующих.

## Список композиций
| №                   | Название                             | Длительность |
| ------------------- | ------------------------------------ | ------------ |
| 1.                  | «Smashing the Antiu»                 | 2:18         |
| 2.                  | «Barra Edinazzu»                     | 2:47         |
| 3.                  | «Kudurru Maqlu»                      | 1:05         |
| 4.                  | «Serpent Headed Mask»                | 2:18         |
| 5.                  | «Ramses Bringer of War»              | 4:45         |
| 6.                  | «Stones of Sorrow»                   | 4:17         |
| 7.                  | «Die Rache Krieg Lied der Assyriche» | 3:13         |
| 8.                  | «The Howling of the Jinn»            | 2:34         |
| 9.                  | «Pestilence and Iniquity»            | 1:54         |
| 10.                 | «Opening of the Mouth»               | 3:39         |
| 11.                 | «Beneath Eternal Oceans of Sand»     | 4:17         |
| Общая длительность: | Общая длительность:                  | 33:12        |

## Участники записи
- Карл Сандерс — вокал, гитара
- Чиф Спайрс — вокал, бас-гитара
- Пит Хамура — вокал, ударные инструменты
- Гюуто Друкпа — хор
- Дрилбу Дунгкар — флейты из бедренной кости, турецкий гонг